# Константин Локтев
Константин Борисович Локтев (рус. Константин Борисович Локтев; Москва, 16. јун 1933 − Москва, 4. новембар 1996) био је совјетски и руски хокејаш на леду и хокејашки тренер који је током играчке каријере играо на позицијама деснокрилног нападача. Заслужни је мајстор спорта Совјетског Савеза од 1964. и Заслужни тренер СССР-а од 1976. године. Од 2007. члан је Хокејашке куће славних ИИХФ-а.
Као члан сениорске репрезентације Совјетског Савеза учествовао је на ЗОИ 1960. у Скво Валију када је совјетски тим освојио бронзану медаљу, те на ЗОИ 1964. у Инзбруку када је освојена златна олимпијска медаља. Са репрезентацијом је освојио укупно 8 медаља на светским првенствима, од чеха 4 титуле светског првака, те 6 титула првака Европе. На светским првенствима одиграо је укупно 43 утакмице и постигао 38 погодака.
Као играч московског ЦСКА у ком је играо 12 година освојио је чак десет титула националног првака. У совјетском првенству одиграо је око 340 утакмица и постигао 213 погодака.
Касније је као тренер ЦСКА освојио још две титуле националног првака. Локтев је 1977. потписао уговор са југословенским Партизаном али је због политичких несугласица између тадашњег Совјетског Савеза и Југославије био присиљен да се врати у Москву, те је те сезоне само саветодавно помагао Партизан.